# Cerbera manghas
Cerbera manghas là một loài thực vật có hoa trong họ La bố ma. Loài này được Carl von Linné mô tả khoa học đầu tiên năm 1753.

## Hình ảnh

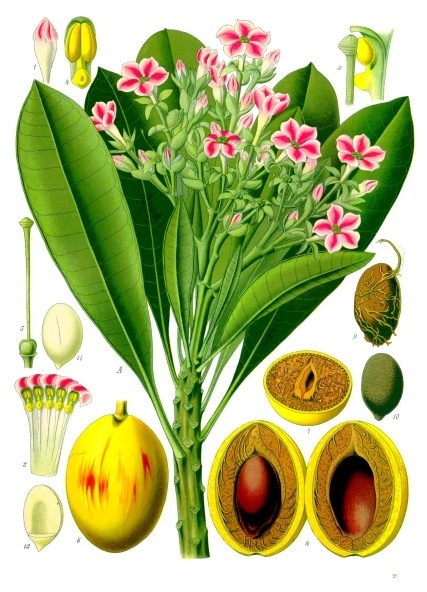
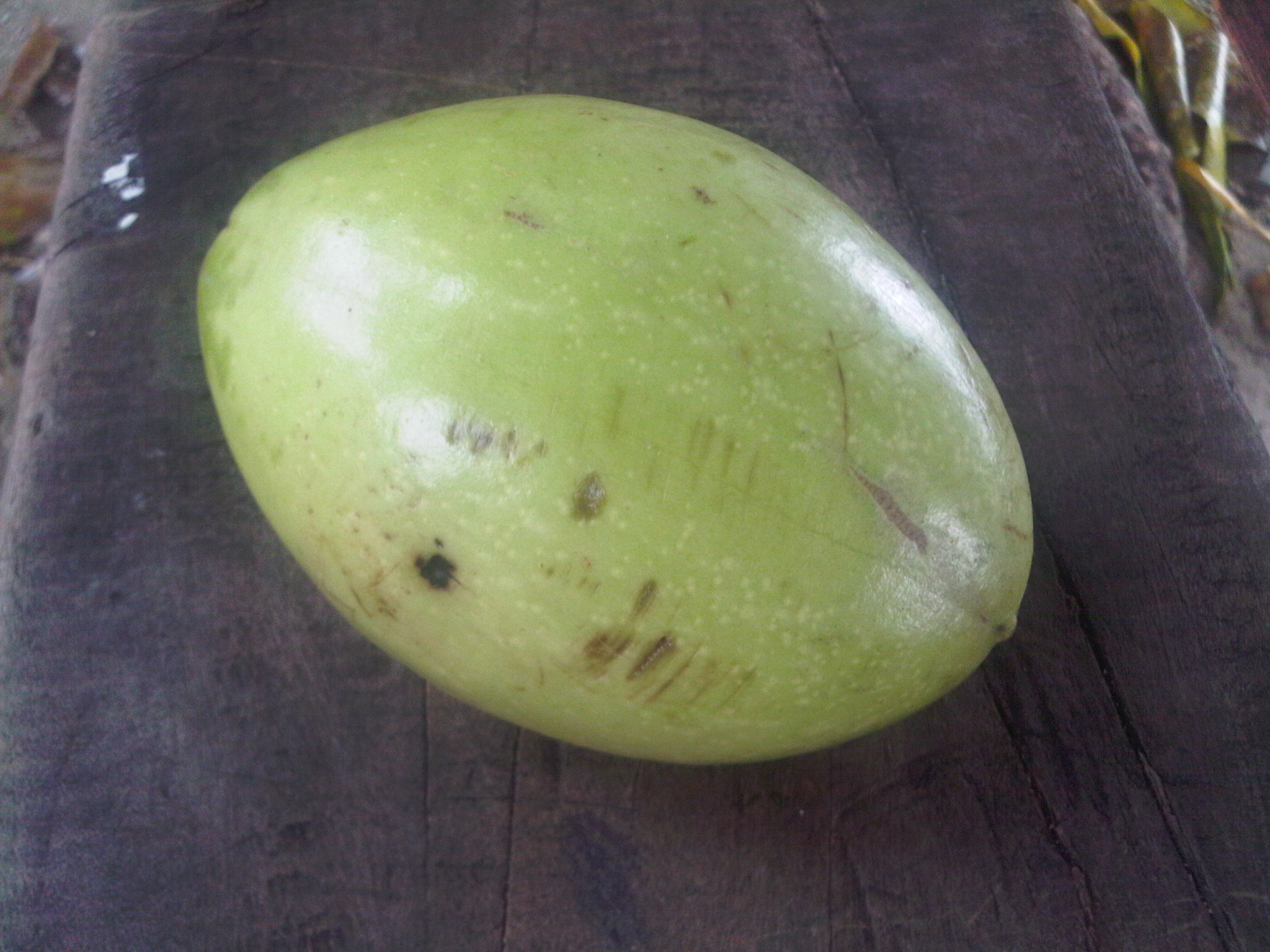
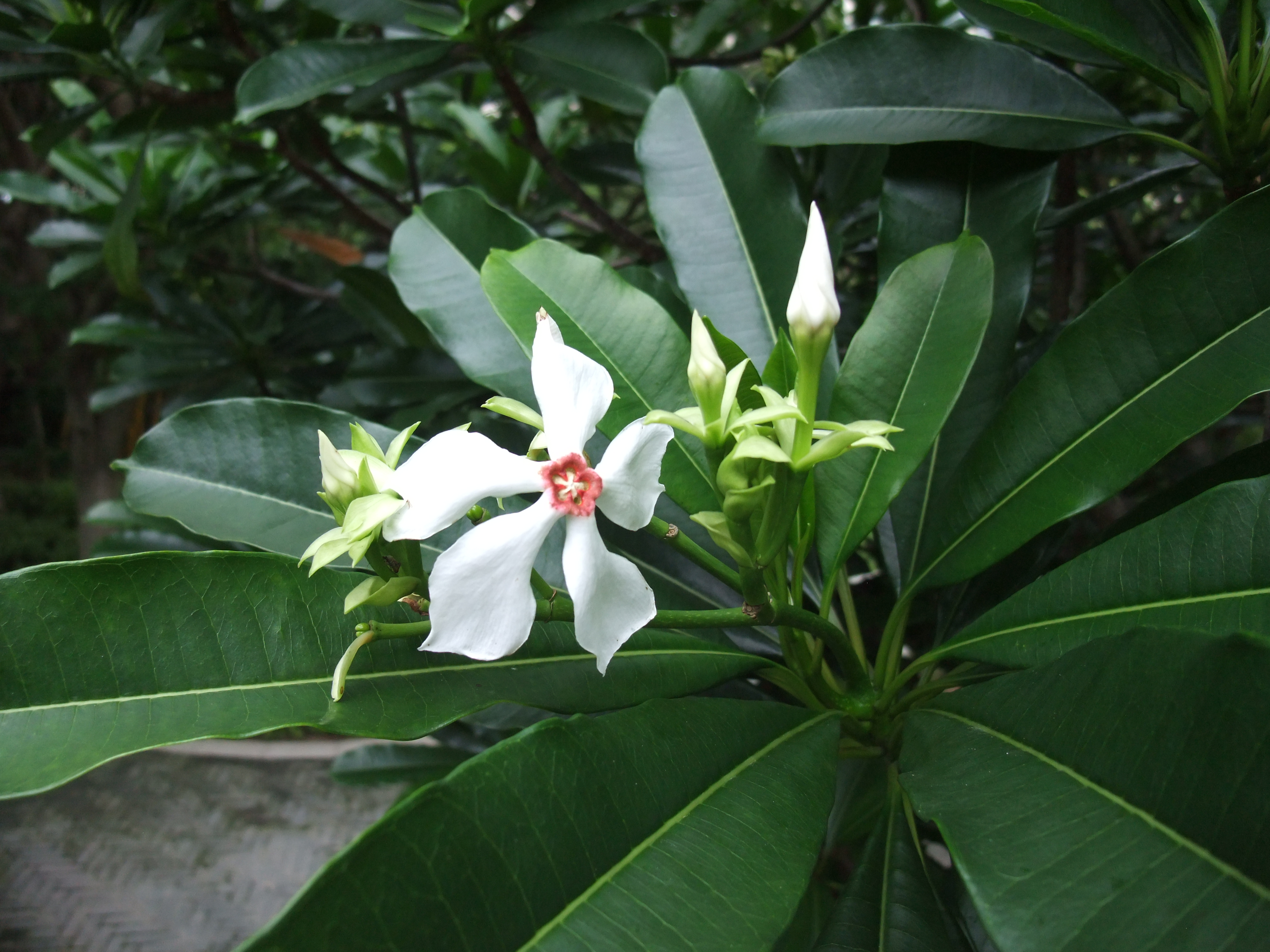
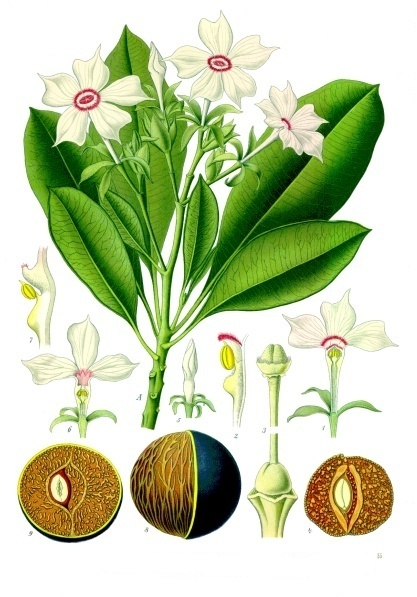